# Russula zvarae
Russula zvarae är en svampart som beskrevs av Velen. 1922. Russula zvarae ingår i släktet kremlor och familjen kremlor och riskor.  Arten är reproducerande i Sverige. Inga underarter finns listade i Catalogue of Life.

## Bildgalleri